# UGC 2369
UGC 2369 ist ein interagierendes Galaxienpaar im Sternbild Widder. Es ist rund 438 Millionen Lichtjahre von der Milchstraße entfernt.
Die Galaxien stehen in Wechselwirkung, d. h. ihre gegenseitige Anziehungskraft zieht sie immer näher zusammen und verzerrt dabei ihre Formen. Die beiden Galaxien sind durch eine dünne Brücke aus Gas, Staub und Sternen miteinander verbunden, wobei sie über die immer kleiner werdende Kluft zwischen ihnen hinweg Material in den Weltraum hinausziehen.